# Dulius
Dulius là một chi bọ cánh cứng trong họ 
Elateridae.
Chi này được miêu tả khoa học năm 1906 bởi Fleutiaux.

## Các loài
Các loài trong chi này gồm:
- Dulius aberrans Fleutiaux, 1906
- Dulius rufangulus Fleutiaux, 1932